# 日向学院短期大学
日向学院短期大学（日语：／ Hyūga-Gakuin Tanki Daigaku *）是过去一所位于日本宫崎县宫崎市的私立短期大学。

## 概要

### 简介
- 学校法人日向学院经营之短期大学、学校最早可以追溯到1930年即神学校的创立于大分县中津市。神学校迁址至宫崎县宫崎市于1933年。因此来教育的基础是天主教・慈幼会[1]。短期大学为于1955年开办[1]、招収男女学生到1985年、停办于1990年[2]。「知道己、克服己[注 3]」为学园训[3]。现在学校法人日向学院有各自一个高等学校和中学校[4]。

### 历史
- 1955年 日向学院短期大学成立并同时设置商业科第二部。
- 1958年 第一部成立于商业科[注 2][2]。
- 1985年 最后一年招生、次年停止招生（正式停办于1990年12月21日[2]）。

## 学校环境
- 校区：在了宫崎县宫崎市[注 1]

## 历任校长
- 翁贝托・Cavaliere：最后短期大学校长[5]。

## 组织

### 学科
- 商业科
  - 第一部[注 2]
  - 第二部

### 专科
| - 没有 |

### 业余课程
| - 没有 |

## 相关链接
- 日本短期大学列表
- 慈幼短期大学